# جون دوغلاس مور
جون دوغلاس مور هو سياسي كندي، ولد في 13 أبريل 1843، وتوفي في 1917. انتخب عضو برلمان مقاطعة أونتاريو.